# Salim Lawzi
Salim Lawzi, El Lawzi ou El Lozi (en arabe : سليم اللوزي), né à Tripoli en 1922 et mort en 1980, est un journaliste libanais, fondateur du magazine Al Hawadeth  (الحوادث, Les événements), un des organes de la presse politique arabe les plus importants de son époque. 
Il est enlevé le 25 février 1980, torturé et assassiné. Son corps a été retrouvé le 4 mars 1980. L'identité précise de ses tortionnaires et meurtriers n'est pas connue, toutefois il est généralement admis qu'ils ont agi sur ordre du régime syrien. 

## Biographie
Né à Tripoli, au nord du Liban en 1922, il a fait sa scolarité à Beyrouth.
Il se rend à Jaffa en Palestine au début des années 1940 pour y travailler. En 1944 il devient un journaliste de radio à la Near East Radio (إذاعة الشرق الأدنى)où il écrit des pièces radiophoniques. A la fin des années 1940 il quitte la radio et se met à écrire pour le journal égyptien Rose al-Yūsuf (en arabe : روز اليوسف). Il doit rentrer au Liban après avoir critiqué le premier ministre égyptien ; il écrit alors dans l'hebdomadaire libanais As Sayyad (en arabe : الصياد). Après la révolution du 23 juillet en Égypte, il travaille pour Al Goumhour al Gadeed (en arabe : الجمهور الجديد) et comme correspondant de deux journaux en vue, Al Musawwar (en arabe : المصوّر) et Al Kawakeb (en arabe : الكواكب).
Devenu un journaliste arabe connu, il fonde son propre hebdomadaire Al Hawadeth (en arabe : الحوادث). En 1957, il se range du côté de l'opposition au gouvernement libanais pendant la présidence de Camille Chamoun, et en raison de ses textes critiques il est emprisonné et son magazine temporairement suspendu en mai 1957.
En 1973 il lance une version anglaise de son journal, intitulée Events.
Pendant la guerre civile libanaise (qui commence en 1975), sa critique du rôle de la Syrie au Liban lui vaut des menaces de mort. L'immeuble du journal Al Hawadeth est détruit. Craignant pour sa vie, en raison des menaces personnelles qui le visent, Lawzi s'exile à Londres, où il continue à diriger la rédaction de son journal.

### Assassinat
Au décès de sa mère en février 1980, Lawzi décide de revenir au Liban pour assister aux funérailles, malgré les avis contraires de ses amis et proches. Sur la route de l'aéroport de Beyrouth, il est enlevé le 25 février 1980 par des hommes en armes. Son corps est retrouvé couvert de bleus, avec de terribles marques de torture, le 4 mars 1980, dans les bois de Aramoun au sud de Beyrouth. Les rapports de médecine légale indiquent que le bras droit est fracturé, la peau de l'avant-bras arrachée, la main droite coupée, les doigts brûlés et noircis par l'acide, toutes ces mutilations étant manifestement en rapport avec l'activité de journaliste de la victime, et les critiques portées contre le régime syrien ; des crayons introduits par voie anale perçaient les intestins. 
Salim Lawzi est considéré depuis son meurtre comme un martyr du journalisme. 

## Œuvre
A l'œuvre journalistique de Salim Lawzi s'ajoutent des romans, notamment Al-Mouhajiroun, traduit en anglais sous le titre The Emigres.